# چارلی کورتیس (بازیکن فوتبال، زاده ۱۹۱۰)
چارلی کورتیس (انگلیسی: Charlie Curtis؛ 22 November 1910 – ۱۹۸۵ (۷۴−۷۵ سال)) بازیکن فوتبال بود.
از باشگاه‌هایی که در آن بازی کرده‌است می‌توان به باشگاه فوتبال استوک سیتی اشاره کرد.